# Komarówka (województwo lubelskie)
Komarówka – wieś w Polsce położona w województwie lubelskim, w powiecie parczewskim, w gminie Sosnowica. Leży nad Jeziorem Cycowym (Komarowskim).
W latach 1975–1998 miejscowość administracyjnie należała do województwa chełmskiego.
Wieś stanowi sołectwo w gminie Sosnowica. Według Narodowego Spisu Powszechnego z roku 2011 wieś liczyła 97 mieszkańców.
Wierni Kościoła rzymskokatolickiego należą do parafii Trójcy Świętej w Sosnowicy.